# Нонконформизм (христианство)
Нонконформи́зм — течение в английском протестантизме, направленное на усиление ряда оппозиционных к господствующей церкви тенденций, возникших в ходе западноевропейской Реформации.
Нонконформисты (англ. non-conformists «несогласные») — члены английских религиозных организаций, отошедших по ряду теологических вопросов от позиции Церкви Англии (баптизм, методизм, конгрегационализм и др.). Исторически термин связан с отказом диссентеров подчиниться (англ. to conform) Акту о единообразии 1662 года.
В ходе английской Реформации, начавшейся в XVI веке при короле Генрихе VIII, часть западноевропейской (римско-католической) церкви из-за конфликта короля с римским папой, была отделена королём от Рима, и король стал главой этой части, ставшей самостоятельной Церковью Англии (Church of England, the Anglican Church — Англиканской церковью).
Она в значительной мере сохранила прежнюю роскошь убранства и сложность обрядов, против чего стали выступать появившиеся сторонники её дальнейшего реформирования, бывшие более радикальными протестантами. Часть из них образовала в составе официальной более аскетичную «Низкую церковь» (Low Church), противопоставленную «Высокой церкви» (High Church), тогда как другие не видели возможности сотрудничества с государственной Церковью Англии вообще, став её противниками, «диссидентами» (dissenters «сеющие рознь»). Они образовывали множество течений, таких как пуритане, пресвитериане, квакеры.

## История возникновения и развития
Уже в начале реформации, при Генрихе VIII, в Англии были единичные протестанты, отвергавшие королевскую реформацию и желавшие возвратить церковь к ее «первоначальной чистоте». При Елизавете оппозиционное движение усилилось. 29 января 1562 г. английским парламентом был принят «билль 39 статей веры» — основа англиканской церкви; еще раньше были изданы акты о супрематии и об «единообразии» ("Act of Uniformity"). Последним требовалась внешняя «сообразность» (conformity) с «законом установленной церковью». Несогласные с «установленной» церковью и не желавшие «сообразоваться» с англиканизмом назывались нонконформистами. Под нонконформистами, главным образом, понимались кальвинисты. Англиканская церковь вводилась и королевской властью, и парламентом; все нонконформисты считались, поэтому, опасными для правительства, так как не подчинялись законам. 
При Елизавете нонконформисты сохраняли чисто религиозный характер, не задаваясь политическими целями, но требуя независимости церкви от государства. В английском богослужении нонконформисты видели слишком много остатков «папистского идолопоклонства»; они желали упростить обряды и ввести кальвинистское демократическое церковное устройство, выступали против роскошного облачения епископов и священников, коленопреклонения во время литургии, рукоположения через епископов, празднования памяти святых и т. д. Борьба с ними занимала все царствование Елизаветы: их подвергали лишению должностей, денежным штрафам и тюремному заключению. Страшным политическим оружием против нонконформистов стала «Высокая комиссия» (High Commission-Court) — судилище, окончательно организованное в 1583 г. При Паркере, архиепископе кентерберийском, многие нонконформисты были лишены должностей и изгнаны. Так как им не позволяли совершать богослужение в церквах, то они стали совершать его в домах, чем открыто отделились от господствующей церкви (в 1567 г.). 
Жестокие меры Елизаветы не остановили развития нонконформизма в Англии. Образцом для них стала церковь, организованная в Шотландии Ноксом. К концу царствования Елизаветы нонконформистов было до ста тысяч, они проникли и в парламент. Большинство их принадлежало к городским и торговым классам населения. Набожные, учёные, виновные только в благочестии, они пользовались симпатией народа. 
Преследования нонконформистов усилились при Якове I; результатом их явились страшная ненависть пуритан и сопротивление в Шотландии. 
После восстановления монархии, в 1662 г., был возобновлён акт об единоверии; около пятой части всего английского духовенства было изгнано из приходов как нонконформисты. Изгнанные были самыми учёными и энергичными представителями духовенства. Общее преследование скоро соединило всех нонконформистов в одну партию, без различия сект. Кодекс направленных против нонконформистов законов был завершён так называемым «Пятимильным актом» (Five Mile Act), 1665 г., по которому ни один нонконформист-священник не имел права учить в школах или жить ближе пяти миль от какого-либо прихода, из которого он изгонялся, если он не присягнул, что считает незаконным сражаться против короля, при каких бы то ни было обстоятельствах, и что никогда не «будет делать попыток к изменению церковного или государственного управления». 
Карл II издал в 1672 г. «Декларацию о веротерпимости», которой даровал свободу богослужения нонконформистам. Но затем преследование их возобновилось. Весной 1687 г. Яков II издал новую декларацию о веротерпимости (Declaration of Indulgence), в силу которой было приостановлено действие уголовных законов против нонконформистов и католиков. Большинство нонконформистов отказалось, однако, воспользоваться этим актом как незаконным. 
Свобода совести была восстановлена в Англии и Шотландии при Вильгельме III: парламентский билль («Вill of indemnity) освобождал нонконформистов от последствий нарушения ими «Акта о присяге». В 1689 году был принят «Акт о веротерпимости», которым положение нонконформистов смягчалось, но они были по-прежнему ущемлены в ряде прав по сравнению с господствующей конфессией. 
С 1828 года нонконформисты получили одинаковые гражданские права с последователями англиканской церкви (Акт об отмене священной клятвы).